# La Roquette-sur-Siagne
La Roquette-sur-Siagne är en kommun i departementet Alpes-Maritimes i regionen Provence-Alpes-Côte d'Azur i sydöstra Frankrike. Kommunen ligger  i kantonen Mougins som ligger i arrondissementet Grasse. År 2022 hade La Roquette-sur-Siagne 5 552 invånare.

## Befolkningsutveckling
Antalet invånare i kommunen La Roquette-sur-Siagne
Referens: INSEE